# The Invisible Man (televisieserie uit 1975)
The Invisible Man is een Amerikaanse televisieserie uit 1975, losjes gebaseerd op het boek de onzichtbare man van H.G. Wells. De serie liep 1 seizoen van 13 afleveringen.

## Verhaal
De serie draait om Dr. Daniel. Hij werkt voor een bedrijf genaamd Klae Corporation, waar hij experimenten doet met moleculaire desintegratie, en de mogelijkheid om hiermee dingen onzichtbaar te maken. Het experiment blijkt succesvol op dieren en voorwerpen. Uiteindelijk test Daniel het op zichzelf, en ook hij wordt een paar uur lang onzichtbaar.
Wanneer Daniel hoort dat zijn baas de uitvinding voor militaire doelen wil verkopen, probeert hij de deze te vernietigen. Daarna gaan hij en zijn vrouw als agenten voor de overheid werken.

## Productie
De serie werd geïntroduceerd met een 90 minuten durende pilot. In deze pilot kan Daniël net als de hoofdpersoon uit Wells’ boek niet meer zichtbaar worden, en moet een vermomming gebruiken om zich in het openbaar te kunnen vertonen.
De serie is humoristischer dan de vorige serie gebaseerd op Well’s boek.

## Cast
- David McCallum ... Dr. Daniel Weston
- Melinda O. Fee ... Kate Weston
- Jackie Cooper ... Walter Carlson
- Henry Darrow ... Dr. Nick Maggio
- Alex Henteloff ... Rick Steiner
- Arch Johnson ... General Turner
- John McLiam ... Blind Man
- Ted Gehring ... Gate Guard
- Paul Kent ... Security Chief
- Milt Kogan ... Doctor
- Jon Cedar ... Lobby Guard

## Afleveringen
- Pilot: The Invisible Man

1. The Klae Resource
2. The Fine Art Of Diplomacy
3. Man Of Influence
4. Eyes Only
5. Barnard Wants Out
6. Sight Unseen
7. Go Directly to Jail
8. Stop When Red Lights Flash
9. Pin Money
10. The Klae Dynasty
11. Power Play
12. An Attempt To Save Face